# Aleksandyr Radew
Aleksandyr Petrow Radew (bułg. Александър Петров Радев; ur. 7 marca 1864 w Monastirze, zm. 4 czerwca 1911 w Wiedniu) – bułgarski polityk, prawnik i publicysta, minister sprawiedliwości (1901-1902), minister edukacji (1902-1903), deputowany do Zwyczajnego Zgromadzenia Narodowego 11. (1901) i 12. (1902–1903) kadencji.

## Życiorys
Był synem Petyra Radewa, bułgarskiego działacza narodowego z Macedonii i wnukiem działacza odrodzeniowego Dimko Radewa (Dimko Paszy). Po ukończeniu greckiego gimnazjum w Monastirze podjął studia prawnicze na uniwersytecie ateńskim, które ukończył w 1888, uzyskując stopień doktora praw. Po powrocie do kraju pracował w sądach w Łoweczu, Wielkim Tyrnowie i w Sofii. Po przeniesieniu się do stolicy rozpoczął wykłady dla studentów prawa Uniwersytetu Sofijskiego, awansując na stanowisko docenta. Pełnił funkcję przewodniczącego Towarzystwa Prawniczego. Równocześnie był aktywnym członkiem Komitetu Macedońskiego, działającego na rzecz bułgarskości Macedonii. 
Od lat 90. związany z Partią Postępowo-Liberalną. Kiedy jego partia doszła do władzy, zrezygnował z pracy na uniwersytecie i objął kierownictwo resortu sprawiedliwości w rządzie Petko Karawełowa, a następnie resortu edukacji w rządzie Stojana Danewa.
Zmarł w wyniku komplikacji po operacji przepukliny, którą przeszedł w szpitalu wiedeńskim.

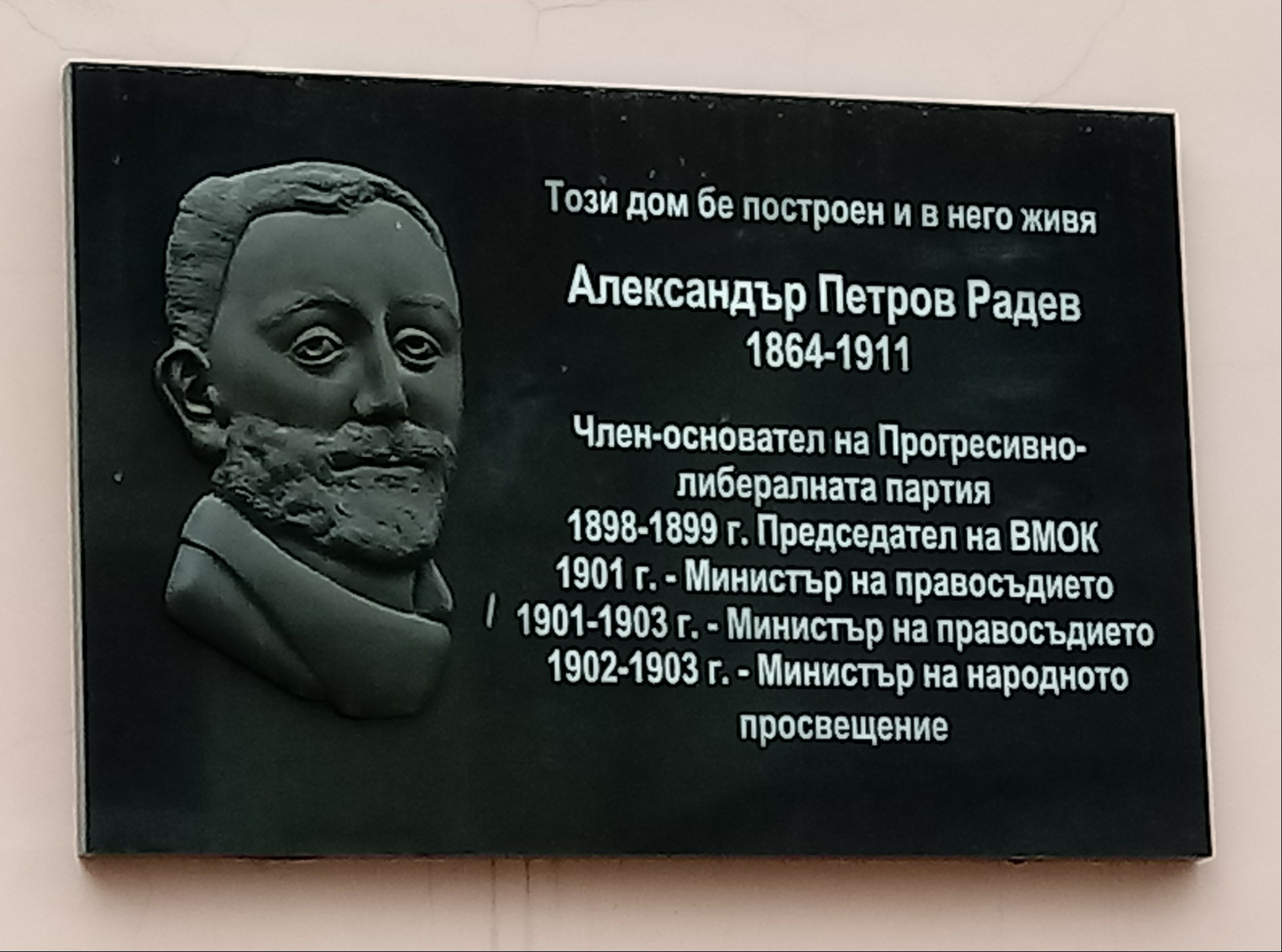
Tablica pamiątkowa na budynku przy ulicy Sołunskiej w Sofii, gdzie mieszkał Radew

## Życie prywatne
Był żonaty (żona Olga), miał troje dzieci (Złata, Rada i Aleksandyr).